# Get It (Stevie Wonder)
Get It is een nummer van de Amerikaanse zanger Stevie Wonder uit 1988, in samenwerking met Michael Jackson. Het is de derde single van Characters, het 21e studioalbum van Wonder.
Wonder en Jackson hadden eerder al een aantal keer met elkaar samengewerkt. "Get It" gaat over een meisje dat haar liefde niet snel weggeeft, maar de liedverteller weet zeker dat hij deze van haar zal krijgen. Het nummer flopte in Amerika met een 80e positie in de Billboard Hot 100. In het Nederlands taalgebied werd het nummer wel een hit, met een 14e positie in de Nederlandse Top 40 en een 21e in de Vlaamse VRT Top 30.

## Tracklijst
- 7"

1. "Get It" - 4:22
2. "Get It" (instrumentaal) - 4:13